# 벨라스

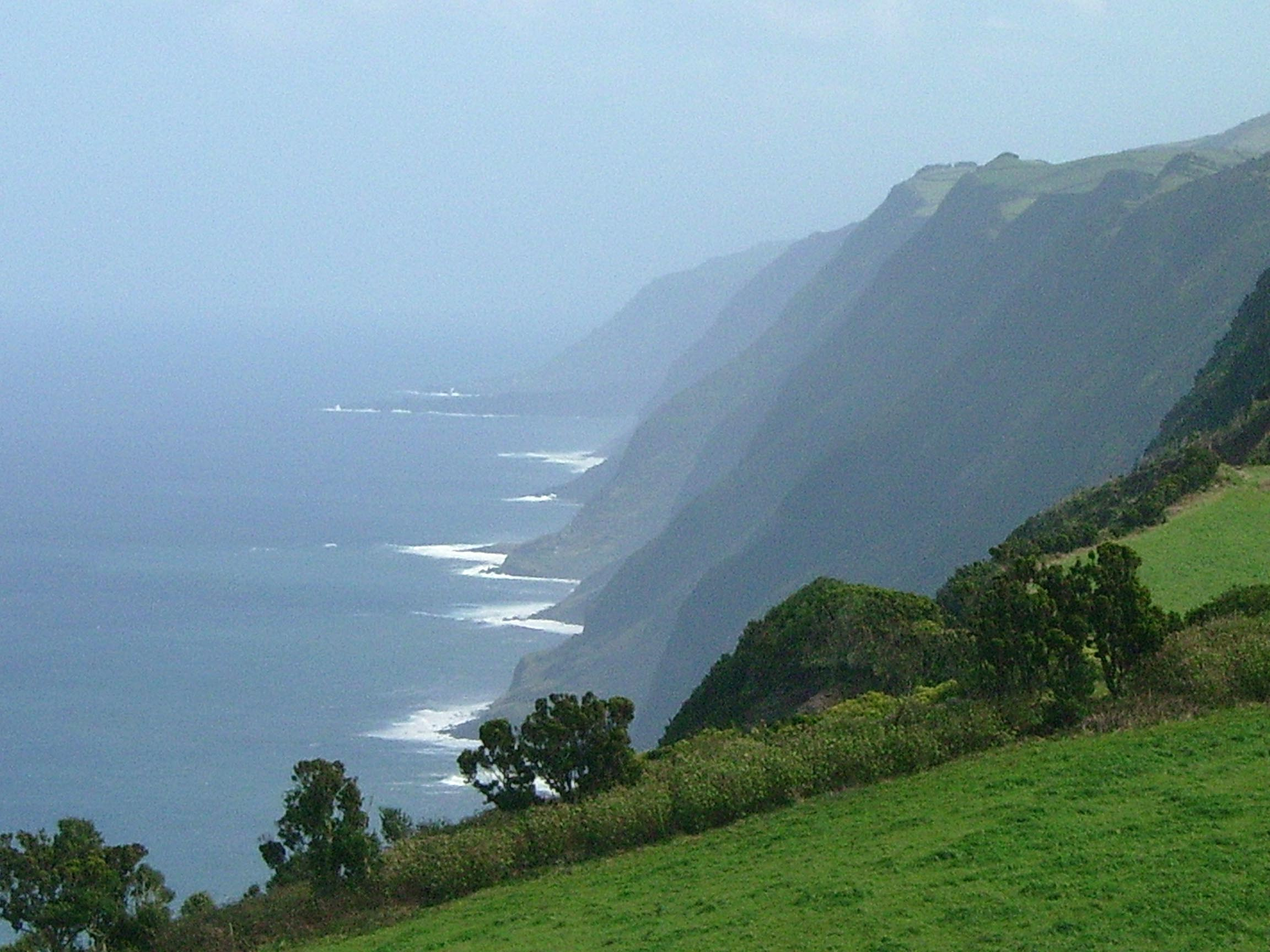

벨라스(포르투갈어: Velas)는 포르투갈 아소르스 제도의 섬 중 하나인 상조르즈섬의 주요 도시이다. 면적은 117.38km2, 인구는 2011년 기준으로 5,398명이다.